# 矢巾町歴史民俗資料館
矢巾町歴史民俗資料館（やはばちょう れきしみんぞくしりょうかん）は、岩手県紫波郡矢巾町に所在する歴史資料館である。

## 資料館概要
811年頃に、現在の矢巾町西部に徳丹城の城柵が造営され、1969年に国の史跡に指定された。この地で営まれてきた歴史や生活文化を後世に伝えることを目的に、城跡の西側隣接地に1982年4月15日に資料館を着工、1983年9月20日に開館した。敷地面積2,425.0m2、建築面積392.61m2、展示室面積133.60m2。1986年には、矢巾町大字藤沢にあった曲り家を資料館北側の敷地に移築した。

### 展示内容
館内展示は徳丹城、周知の遺跡、藤沢狄森古墳群、木製冑、琴天板の5つのコーナーで構成される。
- 徳丹城コーナー

この地に徳丹城が作られることになった経緯や、城柵の分布、50年以上にわたり行われてきた発掘調査などについてのパネル展示、土器や木製品などの出土品を展示している。
- 周知の遺跡コーナー

開発行為による発掘調査で出土した縄文土器や石器、古銭などの埋蔵文化財を展示している。
- 藤沢狄森（えぞもり）古墳群コーナー

資料館北方の藤沢地区では江戸時代より古墳の存在が知られており、2004年にアパート建設に伴う緊急発掘調査が行われた。7世紀の古墳時代終末期の古墳が100基あまり確認されている。1957年に古墳群の一部、2009年には出土品1390点が岩手県指定有形文化財に指定された。館内では、出土した勾玉やガラス玉などを展示している。
- 木製冑コーナー

2006年の第65次発掘調査において、徳丹城西側の後背湿地の工房施設群にあった井戸跡で木製の冑が出土した。材質はトチノキで、前後外径25.6cm、左右外径20.9cm、最高部17.3cm、厚さ1.6 - 1.9cm、重量1746.41g。黒色の漆で塗装されている。放射性炭素年代測定を行ったところ、城が造営された年代より100年以上古い640 - 690年頃のものである測定結果が得られた。武具として持ち込まれた冑が水桶に転用されたものと考えられ、日本の甲冑史における画期的な発見である。木製冑と後述の琴天板は、2013年11月5日に岩手県指定有形文化財に指定されている。
- 琴天板コーナー

冑が出土した井戸の枠板のうち、東面最下段に使われていたものが、琴の天板を転用したものであることが明らかになった。材質はモミで、長さ85.3cm、最大幅14.7cm、厚さ1～1.7cm。一部は欠損し、転用時に切り込みが入れられたものの、おおよその形状は復元可能である。同時期の復元可能な琴の史料は希少であるとともに、琴の出土例としては日本最北である。現物と、再現した琴を展示している。

## 佐々木家曲家

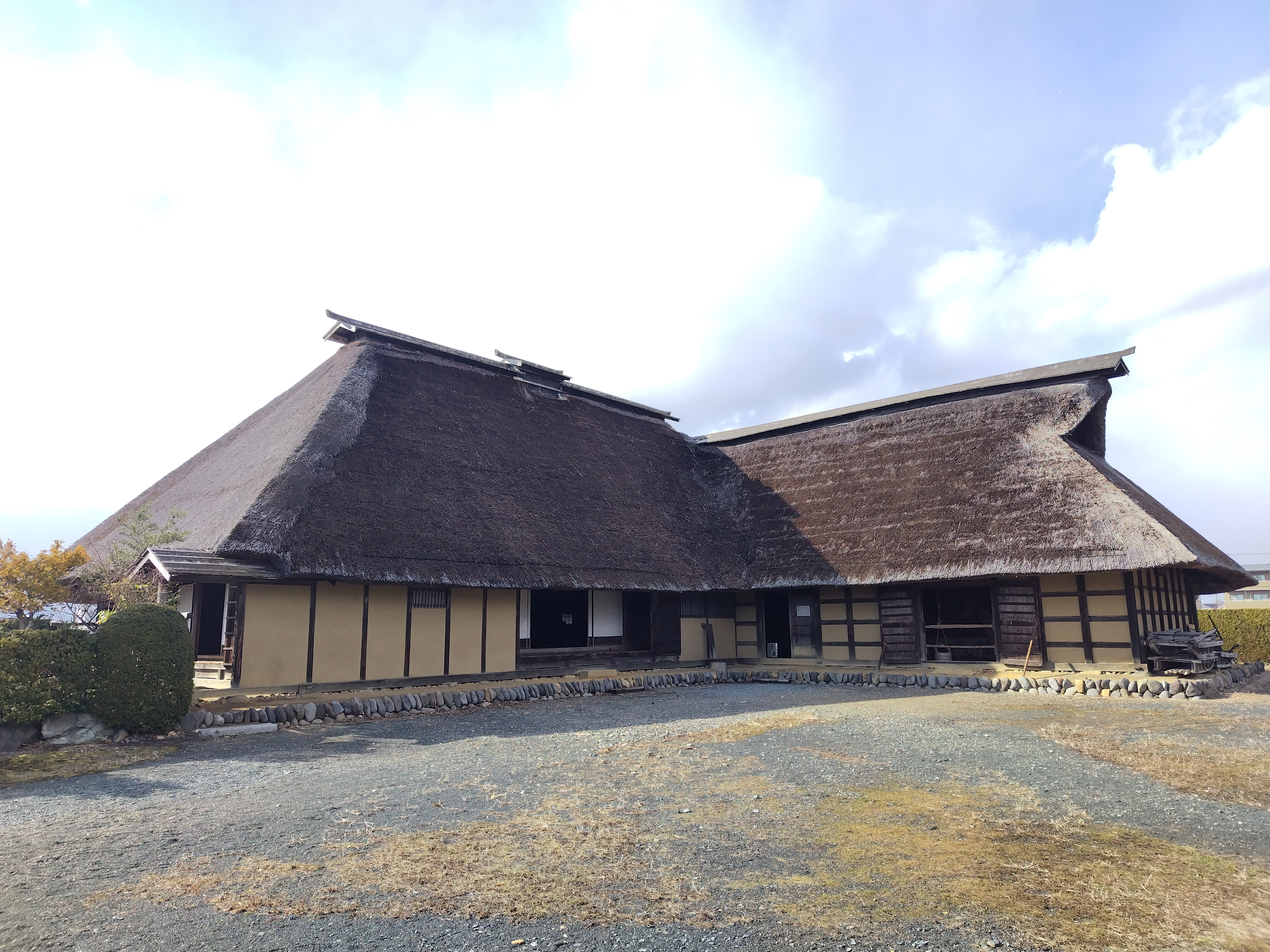
佐々木家曲家

1863年（文久3年）に藤沢村に建てられた曲り家で、1986年1月27日に矢巾町の有形文化財に指定された。母屋の北側に、東に張り出すように馬屋がある造りで、藩政時代は村役を務めた者の住居であったことから建坪は90坪と大きめである。中では農具や生活用品など、町民から寄贈された民俗資料を展示している。